# Ruud Krol
Rudolf Jozef „Ruud“ Krol (* 24. März 1949 in Amsterdam) ist ein niederländischer Fußballtrainer und ehemaliger Fußballspieler.

## Spielerkarriere

### Vereine
Ruud Krol war in den 1970er Jahren einer der besten Abwehrspieler der Welt. Zuerst spielte er auf der Position des Linksverteidigers, rückte später aber ins Abwehrzentrum. Krols Karriere begann 1968 bei Ajax Amsterdam. Bereits im zweiten Jahr löste er den abgewanderten Theo van Duivenbode ab und wurde Stammspieler. In zwölf Jahren bei Ajax gewann er mit dem Team sechs niederländische Meisterschaften, viermal den KNVB-Pokal, dreimal den Europapokal der Landesmeister, zweimal den Europäischen Supercup und einmal den Weltpokal. 1980 kehrte Krol den Niederlanden den Rücken und wechselte nach Kanada zu den Vancouver Whitecaps. Nach nur einer Spielzeit kehrte der Defensivspieler nach Europa zurück und spielte fortan für den SSC Neapel in der Serie A. Zu einem Titel reichte es während dieser Zeit nicht. Dritte Auslandsstation wurde 1984 der AS Cannes. Bei den Franzosen beendete Krol nach zwei Spielzeiten seine aktive Karriere.

### Nationalmannschaft

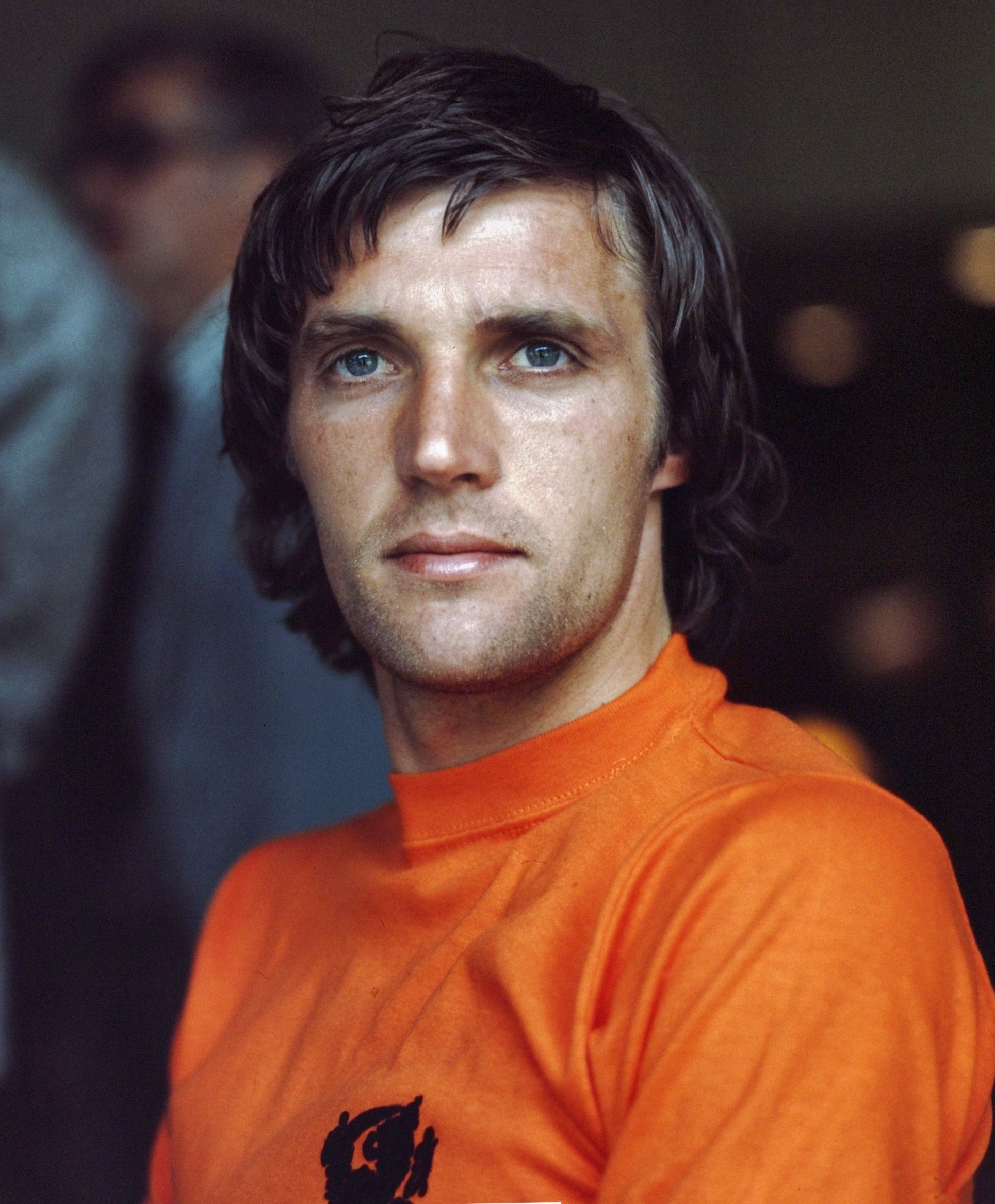
Ruud Krol, 1974

Krol war seit 1969 Mitglied der niederländischen Nationalmannschaft. Seine größten Erfolge waren die Vize-Weltmeisterschaften bei der Weltmeisterschaft 1974 in Deutschland und bei der Weltmeisterschaft 1978 in Argentinien. Er stand während der beiden Weltmeisterschaften bei allen Spielen der Niederlande auf dem Platz, wodurch er lange Zeit zusammen mit Wim Jansen niederländischer WM-Rekordspieler war. Beider Rekord von 14 WM-Spielen wurde erst 2014 von Wesley Sneijder übertroffen. Krol nahm zudem zweimal an Europameisterschaften (1976 und 1980) teil. Nach dem Rücktritt von Rob Rensenbrink in der Nationalmannschaft 1978 wurde er der Kapitän der Nationalmannschaft.
Krol bestritt insgesamt 83 Länderspiele und schoss dabei vier Tore. Von 1979 bis 2000 war er Rekordnationalspieler seines Landes.
Siehe auch:
- Die Niederlande bei der Weltmeisterschaft 1974 in Deutschland
- Die Niederlande bei der Europameisterschaft 1976 in Jugoslawien
- Die Niederlande bei der Weltmeisterschaft 1978 in Argentinien
- Die Niederlande bei der Europameisterschaft 1980 in Italien

## Trainerkarriere
1986 beendete Krol seine aktive Laufbahn und wurde Trainer. 1989 war seine erste Trainerstation KV Mechelen in Belgien. Nach nur einer Spielzeit zog es ihn zu Servette Genf in der Schweiz. Auch dort war er nur ein Jahr aktiv, ehe er 1991 wieder ausschied. Nach drei Jahren Pause übernahm Krol den ägyptischen Verein al Zamalek SC, den er für die kommenden fünf Jahre trainierte. Dort feierte er erste Erfolge als Trainer und führte die Mannschaft 1996 zum Gewinn der CAF Champions League. Von 1995 bis 1996 war Krol im Trainerstab der ägyptischen Fußballnationalmannschaft und betreute diese bei der Fußball-Afrikameisterschaft 1996. Nach der langen Zeit in Ägypten war Krol zwischen 1999 und 2002 Assistenztrainer der Niederlande und wurde anschließend Co-Trainer bei Ajax Amsterdam. 2006 ging er nach Frankreich, wo ihn der französische Verein AC Ajaccio einstellte. Nach einem Jahr zog es ihn wieder zu al Zamalek. Dieses Mal trennten sich die Wege schneller und bereits 2008 ging der ehemalige niederländische Nationalspieler nach Südafrika, um die Orlando Pirates zu trainieren.

## Erfolge

### Als Spieler
Verein 
- Niederländischer Meister (6): 1969/70, 1970/71, 1972/73, 1976/77, 1978/79, 1979/80
- Niederländischer Pokalsieger (4): 1969/70, 1970/71, 1971/72, 1978/79
- Europapokalsieger der Landesmeister (3): 1970/71, 1971/72, 1972/73
- UEFA-Super-Cup-Sieger (2): 1972, 1973
- Weltpokalsieger: 1972

 Nationalmannschaft 
- Vizeweltmeister: 1974, 1978
- 3. Platz Europameisterschaft: 1976

### Als Trainer
- Ägyptischer Pokalsieger mit dem al Zamalek SC: 1999
- Sieger der CAF Champions League mit dem al Zamalek SC: 1996
- Afrikanischer Supercupsieger mit dem al Zamalek SC: 1997